# Aulus Cornelius Celsus
Pour les articles homonymes, voir Celse.
Aulus Cornelius Celsus, francisé en Celse, est un polygraphe de l'Antiquité.
Il est un personnage majeur dans l'étude de l'origine de la médecine antique. 

## Biographie
Celse vient d'une famille distinguée. On connaît peu de choses avec certitude de sa vie, mais il semble cependant certain qu'il ait vécu au temps de l'empereur Auguste (de la fin du Ier siècle av. J.-C. au début du Ier siècle). Aulus Cornelius Celsus serait né à Vérone en 25 av. J.-C. et serait mort vers 50 après J.-C.. Surnommé l'Hippocrate latin et le Cicéron de la médecine, il écrivit le De Artibus, ouvrage aujourd'hui disparu, une vaste encyclopédie couvrant des domaines aussi variés que l'agriculture, l'art militaire, la rhétorique, la philosophie, la jurisprudence et la médecine. Celse était un encyclopédiste. Selon le jugement de Quintilien (XII, c ri), il traitait avec un intérêt égal d'agriculture, d'art militaire et de médecine. 
Il ne nous reste de lui qu'un traité de médecine, De Arte medica, en huit livres, l'ouvrage le plus précieux en ce genre que nous aient légué les Romains, sur le fond comme sur la forme : il représente le premier ouvrage complet sur la profession médicale. 
Celse fut le premier auteur médical dont l'œuvre fut imprimée en caractères mobiles (en l'an 1478) : un traité de médecine récapitulant toutes les connaissances accumulées depuis Hippocrate (médecin grec), où il classe les maladies en trois catégories :
- les maladies curables par le régime alimentaire (qui touchent les gens bien portants) : Celse distingue les maladies générales et les maladies locales ;
- les maladies curables par les médicaments (les remèdes) : l'encyclopédiste décrit les urgences médicales et les infections chroniques dont le traitement peut être retardé ;
- les maladies curables par l'art manuel (la chirurgie) : il y différencie les maladies d'organes et les maladies osseuses (du ressort de l'orthopédiste).

Il étudie avec soin les fièvres, les dysenteries infectieuses, et distingue les parasitoses intestinales à vers plats et à vers ronds. Celse réserve une place à part aux maladies saisonnières ainsi qu'à celles de l'adolescence et du grand âge. La pneumologie occupe une place importante dans son œuvre. Il fait une étude minutieuse des régimes alimentaires. Les 7e et 8e livres de son ouvrage sont consacrés à la chirurgie, dans lesquels il recense une cinquantaine d'instruments chirurgicaux. Son ouvrage est le plus important en son genre grâce à la précision et à la clarté des descriptions. Il consacre aussi un chapitre de son De Medicina aux cancers. Celse a également des connaissances en ophtalmologie. Son ouvrage traite de 250 plantes.

## Éditions
Celse a surtout suivi Hippocrate et Asclépiade de Bithynie ; il semble qu'il fît partie de la secte des Éclectiques. 
Son ouvrage a connu plus de soixante éditions, dont :
- celle de Léonard Targa, Padoue, 1769, avec notes; réimprimée par David Ruhnkenius cum notis variorum, Leyde, 1785 ;
- celle d'Eduardus Milligan, Londres, 1826.

Celse a été traduit en français par Henri Ninnin en 1753, par Pierre-Éloi Fouquier et Ratier en 1824, et par Albert des Étangs en 1846, dans la collection Nisard. Traduction du Dr A. Védrènes (Paris, Masson, 1876), disponible en ligne (site de la BIUM).
De la médecine. Tome I : Livres I et II. Les Belles Lettres, 1995. Texte établi et traduit par G. Serbat.

## Source
Cet article comprend des extraits du Dictionnaire Bouillet. Il est possible de supprimer cette indication, si le texte reflète le savoir actuel sur ce thème, si les sources sont citées, s'il satisfait aux exigences linguistiques actuelles et s'il ne contient pas de propos qui vont à l'encontre des règles de neutralité de Wikipédia.